# Koripan (Bungkal)
Koripan is een bestuurslaag in het regentschap Ponorogo van de provincie Oost-Java, Indonesië. Koripan telt 1324 inwoners (volkstelling 2010).